# 1994年スロバキア国民議会選挙
1994年スロバキア国民議会選挙（1994ねんスロバキアこくみんぎかいせんきょ）は、スロバキア共和国の国会であるスロバキア共和国国民議会（一院制）を構成する議員を選出するために1994年9月30日から10月1日にかけて行われた選挙である。チェコとスロバキアの両共和国で構成される連邦国家であったチェコスロバキアがビロード離婚で解体され、チェコが独立した共和国となってから最初の国民議会選挙である。

## 選挙概要
- 議員定数：150議席
- 選挙権：18歳以上
- 被選挙権：21歳以上
- 選挙制度：比例代表制
  - 全国を5選挙区（ブラチスラヴァ、西スロバキア、中央スロバキア、東スロバキア）に分割。
  - 有権者は政党名簿のいずれか一つを選択して投票するが、名簿内に記載されている候補者のうち、4名まで選んで投票することが出来る（優先投票）。優先投票が一定数を上回った場合、その候補者は名簿の上位に繰り上がる。
  - 議席配分方法は最大剰余法（ドループ式）で行う。
  - ただし、阻止条項あり。
    - 1政党の場合は有効投票の5％以上。
    - 政党連合の場合は、2～3政党で構成される政党連合は7％以上、4政党以上で構成される政党連合は10％以上の得票を得ることが必要。

## 選挙結果
投票日：1994年9月30日 - 10月1日
| 登録有権者 | 3,876,555 |
| 投票数     | 2,923,265 |
| 投票率     | 75.65     |
| 有効投票数 | 2,875,458 |

| 党派                                          | 得票数    | 得票率 | 議席数 | 議席率 |
| --------------------------------------------- | --------- | ------ | ------ | ------ |
| 民主スロバキア運動－スロバキア農民党 HZDS-RSS | 1,005,488 | 34.97  | 61     | 40.5   |
| 共通の選択 SP.VOĽBA                           | 299,496   | 10.42  | 18     | 12.0   |
| ハンガリー人連合 MK                           | 292,936   | 10.19  | 17     | 11.3   |
| キリスト教民主運動 KDH                        | 289,987   | 10.08  | 17     | 11.3   |
| 民主連合 DÚ                                   | 246,444   | 8.57   | 15     | 10.0   |
| スロバキア労働者連盟 ZRS                      | 211,321   | 7.35   | 13     | 8.7    |
| スロバキア国民党 SNS                          | 155,359   | 5.40   | 9      | 6.0    |
| 民主党 DS                                     | 98,555    | 3.43   | 0      | 0.0    |
| スロバキア共産党 KSS                          | 78,419    | 2.72   | 0      | 0.0    |
| スロバキアキリスト教社会同盟 KSÚ              | 59,217    | 2.06   | 0      | 0.0    |

本表では有効2％以上を得た政党のみ掲載した。